# Buchs (Argóvia)
Buchs é uma comuna da Suíça, no Cantão Argóvia, com cerca de 6.378 habitantes. Estende-se por uma área de 5,36 km², de densidade populacional de 1.190 hab/km². Confina com as seguintes comunas: Aarau, Rohr, Rupperswil, Suhr.
A língua oficial nesta comuna é o Alemão.